# HLN

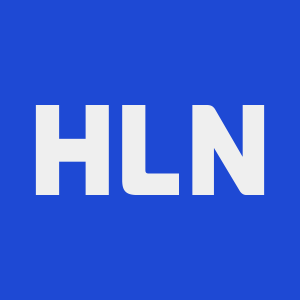
O logotipo mais recente da HLN

HLN ou Headline News é um canal de notícias e debate de 24 horas dos Estados Unidos que, além do país de origem, também é transmitido para o Canadá, Ásia e América do Sul. O canal é um canal irmão da CNN e inicialmente recebeu o nome de CNN2, mas logo mudou seu nome para Headline News. O canal tem um formato mais rápido e, portanto, difere da CNN de várias maneiras. O Headline News possui recursos mais curtos e possui mais scripts do que os programas de notícias ao vivo nos EUA.

## Conceito e tabela
O conceito do canal ficou muito claro até 2003. Em 15 minutos, o visualizador será atualizado nas maiores notícias no momento com uma guia que funciona como uma roda. Em 2006, no entanto, esse conceito foi alterado durante a noite pelo lançamento de vários programas de debate direcionados à personalidade para enfrentar a competição do Fox News Channel e MSNBC. O HLN recebeu um quadro puramente de vários programas, em vez de apenas transmissões de notícias, e o novo slogan "Notícias e exibições" começou a ser usado. Semelhante aos concorrentes Fox News, MSNBC e canal irmão CNN, transmissões ao vivo de programas de entrevistas voltados para a personalidade começaram a ir ao ar durante o horário nobre. No entanto, as transmissões de notícias contínuas continuam durante o dia.
O Headline News é distribuído em várias partes dos Estados Unidos como uma estação de rádio na banda AM em várias cidades dos EUA. Um exemplo é a CNN 650 em Houston, Texas, que transmite o som do canal de TV como uma estação de rádio. As transmissões também ocorrem através de operadores de satélite, como o Sirius, que transmitem para receptores móveis em carros via rádio via satélite nos Estados Unidos.

## Disponibilidade na Europa
Atualmente, 'Headline News'  não está disponível na Europa e na Suécia via satélite ou cabo, apesar do canal estar atualmente distribuído na América do Norte e do Sul e na Ásia. O único canal da CNN que pode ser visto aqui é o CNN International, que é focado principalmente na política e economia internacionais. Diferentemente dos canais dos EUA, a CNN International transmite amplamente a partir de escritórios em Londres, Inglaterra e Hong Kong.